# Mélytengeri viperahalfélék
A mélytengeri viperahalfélék (Stomiidae) a csontos halak (Osteichthyes) főosztályának sugarasúszójú halak (Actinopterygii) osztályába és a nagyszájúhal-alakúak (Stomiiformes) rendjébe tartozó család.

## Rendszerezés
A családba az alábbi alcsaládok és nemek tartoznak
- Astronesthinae - 6 nem
  - Astronesthes
  - Borostomias
  - Eupogonesthes
  - Heterophotus
  - Neonesthes
  - Rhadinesthes

- Chauliodontinae - 1 nem
  - Chauliodus

- Idiacanthinae - 1 nem
  - Idiacanthus

- Malacosteinae - 3 nem
  - Aristostomias
  - Malacosteus
  - Photostomias

- Melanostomiinae - 15 nem
  - Bathophilus
  - Chirostomias
  - Echiostoma
  - Eustomias
  - Flagellostomias
  - Grammatostomias
  - Leptostomias
  - Melanostomias
  - Odontostomias
  - Opostomias
  - Pachystomias
  - Photonectes
  - Tactostoma
  - Thysanactis
  - Trigonolampa

- Stomiinae - 1 nem
  - Stomias